# 巴町 (桐生市)
巴町（ともえちょう）は、群馬県桐生市の町名。現行行政地名は巴町一丁目及び巴町二丁目。郵便番号は376-0021。

## 地理
桐生市の中部に位置する。末広町・宮前町・堤町・元宿町とともに桐生市第八区に属する。
東部は本町六丁目に、南部は錦町一丁目・稲荷町に、南西部は美原町に、西部は元宿町に、西北部は宮前町二丁目に、北部は末広町にそれぞれ接する。
両毛線・わたらせ渓谷線の桐生駅南口一帯を占めており、オフィスビルやホテル、学習塾・予備校などが見られる。

## 歴史
かつての本宿村の一部にあたる。1873年（明治6年）に、今泉村、堤村、本宿村、村松村が合併して安楽土村となる。
1889年（明治22年）の町村制施行により、桐生新町、新宿村、安楽土村、下久方村、上久方村平井が合併して桐生町が発足、安楽土村は桐生町の大字の一つとなる。1921年（大正10年）の市制施行を経て、1929年（昭和4年）に大字が廃止され現在の町名である「巴町」となった。
かつての巴町一帯は、1902年（明治35年）に設立された模範工場桐生撚糸 （1918年（大正7年）に日本絹撚と改称）の敷地であった。唯一現存する工場の事務所棟は、桐生市文化財保護課の事務所として使用され、絹撚記念館の名で親しまれている。
なお、かつて末広町だったファミリーマート桐生末広町店付近は、桐生駅周辺土地区画整理事業により住所が変更され、巴町となった。

## 世帯数と人口
2022年（令和4年）1月31日現在の世帯数と人口は以下の通りである。
| 丁目       | 世帯数  | 人口  |
| ---------- | ------- | ----- |
| 巴町一丁目 | 35世帯  | 65人  |
| 巴町二丁目 | 112世帯 | 217人 |
| 計         | 147世帯 | 282人 |

## 小・中学校の学区
市立小・中学校に通う場合、学区は以下の通りとなる。
| 丁目       | 番地 | 小学校           | 中学校             |
| ---------- | ---- | ---------------- | ------------------ |
| 巴町一丁目 | 全域 | 桐生市立南小学校 | 桐生市立中央中学校 |
| 巴町二丁目 | 全域 | 桐生市立南小学校 | 桐生市立中央中学校 |

## 交通

### 鉄道
- JR東日本両毛線・わたらせ渓谷鐵道 桐生駅

### 道路
新川橋通り、コロンバス通り、昭和通りが通過。

## 施設
- 絹撚記念館（旧桐生撚糸事務所棟、桐生市文化財保護課事務所）
- エースホテル
- パークイン桐生
- 東横イン桐生駅南口
- 織姫ビル
- 桐生郵便局
- 中央労働金庫桐生支店
- 明治安田生命保険群馬支社桐生南営業所
- マニュライフ生命保険桐生セールスオフィス

## 避難所
町内に桐生市から指定された指定緊急避難場所、指定避難所はない。